# Campionati del mondo di BMX
I Campionati del mondo di BMX UCI (en. UCI BMX World Championships) sono uno dei campionati del mondo UCI e assegnano il titolo di campione del mondo della BMX. Sono gestiti dall'Unione Ciclistica Internazionale (UCI).

## Campioni in carica
| Uomini | Uomini              |
| ------ | ------------------- |
| Elite  | Twan van Gendt      |
| Junior | Tatyan Lui Hin Tsan |

| Donne  | Donne            |
| ------ | ---------------- |
| Elite  | Alise Willoughby |
| Junior | Jessie Smith     |

## Storia
Il primo campionato del mondo di BMX si è disputato nel 1982 a Dayton (Ohio, Stati Uniti), organizzato dalla International BMX Federation (I.BMX.F.). A partire dal 1985 la Fédération Internationale Amateur de Cyclisme (FIAC), all'epoca la sezione amatoriale dell'UCI, ha organizzato parallelamente i propri campionati, anche se il livello agonistico ed organizzativo si rivela decisamente inferiore a quello delle competizioni I.BMX.F.
Dal 1991 il campionato viene unificato e organizzato congiuntamente dalle due Federazioni. Nel 1996 l'UCI riconosce a pieno titolo la specialità del BMX e acquisisce l'organizzazione dell'evento riconoscendo i titoli mondiali precedentemente assegnati dalla disciolta I.BMX.F.

## Formato
Sono articolati su una singola gara che si svolge di norma l'ultima settimana di luglio (anticipata all'ultima settimana di maggio negli anni di svolgimento dei Giochi olimpici estivi a partire dal 2008).
Contestualmente al Campionato del mondo si svolge, sullo stesso tracciato, la UCI BMX World Challenge aperta a tutte le categorie amatoriali e giovanili.
Fino al 2009, il Campionato del mondo si è svolto secondo il formato tradizionale delle gare di BMX, cioè con batterie di qualificazione su tre manche seguite da eliminatorie e finali in manche unica. Dal 2010, per le quattro categorie BMX standard viene adottato il formato delle gare di Supercross, con eliminatorie basate su giri di pista individuali cronometrati. Dall'edizione 2011 è istituito un titolo apposito per il primo classificato della prova a cronometro. Per la World Challenge viene mantenuto il formato classico.
Il vincitore di ciascuna categoria agonistica si fregia del titolo di campione del mondo ed è tenuto a gareggiare fino all'edizione successiva indossando la maglia iridata.

## Albo d'oro
I Campionati assegnano i titoli di campione del mondo per ciascuna delle otto categorie agonistiche previste dal regolamento UCI (i titoli relativi alla prova a cronometro sono stati istituiti nel 2011):
- BMX maschile

Elite (19 anni e oltre)
Junior (17/18 anni)
- BMX femminile

Elite (19 anni e oltre)
Junior (17/18 anni)
Dal 2010 al 2016 erano previste le gare a cronometro per le categorie Elite e Junior
- Cronometro maschile

Gara a cronometro Elite (19 anni e oltre)
Gara a cronometro Junior (17/18 anni)
- Cronometro femminile

Gara a cronometro Elite (19 anni e oltre)
Gara a cronometro Junior (17/18 anni)
Sino al 2010 erano previsti i titoli per le quattro categorie Cruiser (biciclette con ruote dal diametro di 24 pollici); tali categorie sono state soppresse dal 2011 e permangono solo a livello amatoriale:
- Cruiser maschile

Elite (19 anni e oltre)
Junior (17/18 anni)
- Cruiser femminile (istituite dal 2006)

Elite (19 anni e oltre)
Junior (17/18 anni)
L'età (e di conseguenza la categoria) è stabilita in base all'anno solare, non in base all'età effettivamente compiuta dall'atleta: nel 2010, con 17/18 anni si intende quindi nati nel 1992 e nel 1993 mentre con 19 anni e oltre si intende nati fino al 1991 compreso.

### Primati
Lo statunitense Randy Stumpfhauser detiene il record di vittorie consecutive, avendo conquistato il titolo della categoria Elite Cruiser per quattro anni consecutivi (dal 2002 al 2005). Tra le donne il record di vittorie consecutive è detenuto dalla colombiana Mariana Pajón, la quale ha vinto nel 2008 e 2009 il titolo Junior Cruiser e nel 2010 il titolo Elite Cruiser.
La neozelandese Sarah Walker, Mariana Pajón e l'australiana Melinda McLeod sono le uniche ad aver vinto entrambi i titoli di categoria messi in palio nella stessa edizione del Campionato: Walker ha vinto nel 2009 i titoli Elite ed Elite Cruiser; Pajón i titoli Junior e Junior Cruiser sempre nel 2009; McLeod nel 2011 il titolo Junior e la gara a cronometro Junior.

## Edizioni
| Anno                               | Nazione                       | Città                         |
| Campionati del mondo I.BMX.F.      | Campionati del mondo I.BMX.F. | Campionati del mondo I.BMX.F. |
| ---------------------------------- | ----------------------------- | ----------------------------- |
| 1982                               | Stati Uniti                   | Dayton                        |
| 1983                               | Paesi Bassi                   | Slagharen                     |
| 1984                               | Giappone                      | Suzuka                        |
| 1985                               | Canada                        | Whistler                      |
| 1986                               | Regno Unito                   | Slough                        |
| 1987                               | Stati Uniti                   | Orlando                       |
| 1988                               | Cile                          | Santiago                      |
| 1989                               | Australia                     | Brisbane                      |
| 1990                               | Francia                       | Le Castellet                  |
| Campionati del mondo FIAC          |                               |                               |
| 1985                               | Italia                        | Jesolo                        |
| 1986                               | Italia                        | Riccione                      |
| 1987                               | Francia                       | Bordeaux                      |
| 1988                               | Belgio                        | Mol                           |
| 1989                               | Brasile                       | San Paolo                     |
| 1990                               | Spagna                        | Aranda de Duero               |
| Campionati del mondo I.BMX.F./FIAC |                               |                               |
| 1991                               | Norvegia                      | Sandnes                       |
| 1992                               | Brasile                       | Salvador                      |
| 1993                               | Paesi Bassi                   | Schijndel                     |
| 1994                               | Stati Uniti                   | Waterford                     |
| 1995                               | Colombia                      | Bogotà                        |

| Anno                     | Nazione                                | Città                                  |
| Campionati del mondo UCI | Campionati del mondo UCI               | Campionati del mondo UCI               |
| ------------------------ | -------------------------------------- | -------------------------------------- |
| 1996                     | Regno Unito                            | Brighton                               |
| 1997                     | Canada                                 | Saskatoon                              |
| 1998                     | Australia                              | Melbourne                              |
| 1999                     | Francia                                | Vallet                                 |
| 2000                     | Argentina                              | Córdoba                                |
| 2001                     | Stati Uniti                            | Louisville                             |
| 2002                     | Brasile                                | Paulínia                               |
| 2003                     | Australia                              | Perth                                  |
| 2004                     | Paesi Bassi                            | Valkenswaard                           |
| 2005                     | Francia                                | Parigi                                 |
| 2006                     | Brasile                                | San Paolo                              |
| 2007                     | Canada                                 | Victoria                               |
| 2008                     | Cina                                   | Taiyuan                                |
| 2009                     | Australia                              | Adelaide                               |
| 2010                     | Sudafrica                              | Pietermaritzburg                       |
| 2011                     | Danimarca                              | Copenaghen                             |
| 2012                     | Regno Unito                            | Birmingham                             |
| 2013                     | Nuova Zelanda                          | Auckland                               |
| 2014                     | Paesi Bassi                            | Rotterdam                              |
| 2015                     | Belgio                                 | Heusden-Zolder                         |
| 2016                     | Colombia                               | Medellín                               |
| 2017                     | Stati Uniti                            | Rock Hill                              |
| 2018                     | Azerbaigian                            | Baku                                   |
| 2019                     | Belgio                                 | Heusden-Zolder                         |
| 2020                     | Cancellati per la pandemia di COVID-19 | Cancellati per la pandemia di COVID-19 |
| 2021                     | Paesi Bassi                            | Arnhem                                 |
| 2022                     | Francia                                | Nantes                                 |
| 2023                     | Regno Unito                            | Glasgow                                |
| 2024                     | Stati Uniti                            | Rock Hill                              |
| 2025                     | Danimarca                              | Copenaghen                             |

### Medagliere
Campionati del mondo BMX UCI aggiornato all'edizione 2021
| Pos.   | Nazione       | Oro | Argento | Bronzo | Totale |
| ------ | ------------- | --- | ------- | ------ | ------ |
| 1      | Francia       | 36  | 36      | 37     | 109    |
| 2      | Stati Uniti   | 34  | 35      | 34     | 102    |
| 3      | Australia     | 21  | 17      | 11     | 49     |
| 4      | Paesi Bassi   | 17  | 20      | 17     | 54     |
| 5      | Colombia      | 14  | 5       | 8      | 27     |
| 6      | Gran Bretagna | 12  | 8       | 7      | 27     |
| 7      | Argentina     | 6   | 10      | 6      | 22     |
| 8      | Nuova Zelanda | 5   | 6       | 7      | 18     |
| 9      | Lettonia      | 5   | 3       | 4      | 12     |
| 10     | Ecuador       | 3   | 2       | 0      | 5      |
| 11     | Svizzera      | 2   | 3       | 6      | 10     |
| 12     | Sudafrica     | 2   | 1       | 1      | 4      |
| 13     | Venezuela     | 2   | 0       | 1      | 3      |
| 14     | Canada        | 1   | 3       | 2      | 5      |
| 15     | Norvegia      | 1   | 1       | 1      | 3      |
| 16     | Italia        | 1   | 1       | 0      | 2      |
| 17     | Brasile       | 1   | 0       | 4      | 5      |
| 18     | Portogallo    | 1   | 0       | 0      | 1      |
| 19     | Rep. Ceca     | 0   | 5       | 5      | 10     |
| 20     | Germania      | 0   | 2       | 4      | 6      |
| 21     | Russia        | 0   | 2       | 2      | 4      |
| 22     | Belgio        | 0   | 1       | 2      | 3      |
| 23     | Cile          | 0   | 1       | 1      | 2      |
| 24     | Austria       | 0   | 1       | 0      | 1      |
| 24     | Slovacchia    | 0   | 1       | 0      | 1      |
| 26     | Danimarca     | 0   | 0       | 2      | 2      |
| 26     | Lituania      | 0   | 0       | 2      | 2      |
| Totale | Totale        | 164 | 164     | 164    | 492    |